# روبين توريسايلا
روبين توريسايلا (بالإسبانية: Rubén Torrecilla González) هو لاعب كرة قدم إسباني في مركز الوسط، ولد في 24 مايو 1979 في بلاسينثيا في إسبانيا. لعب مع سيوداد دي مورسيا ونادي أليكانتي ونادي إكستريمادورا ونادي غرناطة ونادي كاستييون ونادي نوفيلدا.

## وصلات خارجية
- روبين توريسايلا على موقع قاعدة بيانات كرة القدم.إي يو (الإنجليزية)
- روبين توريسايلا على موقع Soccerway.com (الإنجليزية)
- روبين توريسايلا على موقع عالم كرة القدم.نت (الإنجليزية)